# Итальянская партия
Италья́нская па́ртия (итал. Giuoco piano) — шахматный дебют, начинающийся ходами: 
 1. e2-e4 e7-e5 
 2. Kg1-f3 Kb8-c6 
 3. Cf1-c4 Cf8-c5. 
Относится к открытым началам.

## История
Один из старейших шахматных дебютов. На итальянском звучит как Giuoco piano («джуоко пьяно»), то есть «тихая игра». Анализы итальянских мастеров, успешно применявших его на практике (главным образом Педро Дамиано), появились уже в XVI веке. В намерения белых обычно входит быстрое образование сильного пешечного центра с помощью c2-c3 и d2-d4 и создание угроз слабому пункту «f7». Однако постепенно за чёрных были найдены успешные способы борьбы с этим планом. Чёрного слона на чёрном поле c5 (после хода 3. … Сf8-c5) часто называют «итальянским слоном» — черные могут сделать другой ход и тогда будет другое начало: к примеру 3. … Kf6 и дальше пойдет защита двух коней.

## Основные продолжения
Игра может развиваться по трём основным направлениям.
1) Белые стремятся быстрее развить свои фигуры, не предпринимая пока никаких активных действий в центре.
4. d2-d3 d7-d6
5. Kb1-c3 Kg8-f6
6. 0-0 0-0
Это продолжение надёжно, однако оно не ставит перед чёрными сложных задач.
2) Белые стремятся захватить центр.
4. c2-c3 Kg8-f6!
Ход чёрных Kf6 не даёт белым покоя — пешка e4 атакована.
5. d2-d4 e5:d4
6. c3:d4 Cc5-b4+
Атакованный слон уходит без потери времени. Если бы он отошёл на b6, то после 7. d5, пешки белых стали бы теснить неприятельские фигуры чёрных. 7. Cc1-d2 Cb4:d2+ 8. Kb1:d2 d7-d5!
Преобладание белых в центре ликвидировано. Чёрные своевременным выпадом уравнивают шансы.
3) Третье направление гамбитное.
Продолжая 4. c2-c3, при правильной игре за чёрных, белые не успевают построить сильный пешечный центр. Поэтому в начале XIX века английский шахматист Эванс предложил гамбитный ход 4. b2-b4, отдавая пешку. Это продолжение было названо в его честь гамбитом Эванса.
4. b2-b4 Cc5:b4
Принятие жертвы считается лучшим продолжением. Если чёрные отклонят гамбит, то белые сохранят и инициативу, и пешку.
5. c2-c3
Жертва пешки позволяет белым выиграть время, необходимое для захвата центра.